# Vançais
Vançais település Franciaországban, Deux-Sèvres megyében. Lakosainak száma 225 fő (2022. január 1.). Vançais Chenay, Lezay, Rom, Sainte-Soline és Saint-Sauvant községekkel határos.

## Népesség
A település népessége az elmúlt években az alábbi módon változott:
| Lakosok száma | 255  | 232  | 231  | 220  | 223  | 226  | 229  | 227  | 225  |
|               | 2013 | 2015 | 2016 | 2017 | 2018 | 2019 | 2020 | 2021 | 2022 |